# I'm a One-Woman Man
Singles de George Jones
If I Could Bottle This Up
(1988) The King Is Gone (So Are You)
(1989)
I'm a One-Woman Man est une chanson coécrite par les artistes américains de musique country Johnny Horton et Tillman Franks. Elle a d'abord été publiée en single par Horton en 1956.
La chanson a été reprise plus tard par l'artiste américain de musique country George Jones, qui l'a renommée (I'm a) One Woman Man. La version de Jones est sortie en single en novembre 1988, c'est le premier single extrait de son album One Woman Man.

## Réception

### Réception commerciale
La version de Johnny Horton a atteint la 7e position du hit-parade Billboard Hot Country Singles.
La version de George Jones a atteint la 5e position du hit-parade Billboard Hot Country Singles.

## Positions dans les hits-parade

### Johnny Horton
| Hit-parade (1956)                  | Position |
| ---------------------------------- | -------- |
| U.S. Billboard Hot Country Singles | 7        |

### George Jones
| Hit-parade (1988–1989)             | Position |
| ---------------------------------- | -------- |
| U.S. Billboard Hot Country Singles | 5        |

## Autres versions
- Josh Turner a repris la chanson sur son album Everything Is Fine (2007) sous le titre One Woman Man.